# Alberto Uria
Alberto Uria (11. července 1924 Montevideo – 4. prosince 1988 Montevideo) byl uruguayský automobilový závodník.
Účastnil se dvou Grand Prix F1, debutoval 16. ledna 1955, Nikdy nevybojoval žádné body, nejlépe skončil s vozem Maserati A6GCM šestý v argentinské Grand Prix 1956, kdy se střídal se svým krajanem Óscarem Gonzálezem.